# Astragalus gines-lopezii
Astragalus gines-lopezii es una especie de planta del género Astragalus, de la familia de las leguminosas, orden Fabales.

## Distribución
Astragalus gines-lopezii se distribuye por España.

## Taxonomía
Fue descrita científicamente por S. Talavera, D. Podlech, J. A. Devesa & F. M. Vazquez Pardo. Fue publicada en Anales Jard. Bot. Madrid 57: 219 (1999).